# Der konfuse Zauberer
Der konfuse Zauberer oder Treue und Flatterhaftigkeit ist ein Original-Zauberspiel in drei Akten von Johann Nestroy. Das Stück entstand 1832 und wurde am 26. September desselben Jahres erstmals aufgeführt.

## Inhalt
Weil Schmafu einst die Treue wegen der Flatterhaftigkeit hat sitzen lassen, wurde diese von der Treue mit Hilfe eines Zauberringes in einen Tiefschlaf versetzt und dem Eigensinn zur Bewachung übergeben.
Gestern hat s' g'schnarcht, als wie wann man einen Bücherkasten ruckt. (Erster Akt, sechste Szene)
Der von den Seeräubern ausgestoßene Konfusius Stockfisch findet durch Zufall den Zauberring und soll nun Schmafu damit helfen, die schlafende Flatterhaftigkeit zu erringen. Da er aber alle Zaubersprüche und -zeichen verkehrt macht, misslingen entweder seine Zaubereien oder sie führen durch Zufall doch zum Ziel.
Ich hab' schon wieder verkehrt gezaubert, item, er hat sie, sie hat ihn, also macht's nichts. (Zweiter Akt, siebente Szene)
Da er deshalb unabsichtlich die beiden doch zusammen führt, stellt sich schnell heraus, dass die Flatterhaftigkeit ihrem Namen alle Ehre macht und auch Schmafu zu Seitensprüngen neigt. Erst als dieser wegen eines Spleens Selbstmord begehen will, löst sich jeglicher Zauber, Schmafu bekommt seine Treue und auch Amoroso und Amand werden endlich vereint. Schmafu ist glücklich:
Die Flatterhaftigkeit ist verschwunden, bei Ihnen such' ich mein Glück. Kinder, jetzt könnt's heiraten, wenn's wollt's. (Dritter Akt, fünfundzwanzigste Szene)

## Werkgeschichte
Nestroy hatte hier sein eigenes Stück Der Tod am Hochzeitstage oder Mann, Frau und Kind von 1829 weitgehend umgearbeitet. Im Unterschied zum Erststück ist im Konfusen Zauberer eine Weiterentwicklung zum bedeutungsvollen Spiel mit der Phantasie zu beobachten, verbunden mit dem Blick hinter die Masken der Gesellschaft und des Theaters. Das nur Komische wurde ins Absurde verwandelt, erklärt als Wirken der Zauberei. Da Nestroy tatsächlich nur ein eigenes Werk, jedoch keine Fremdquelle für das Thema verwendet hatte, ist seine Bezeichnung als Original-Zauberspiel durchaus berechtigt. Mit dem Konfusen Zauberer schloss Nestroy im von Direktor Carl Carl geführten Theater an der Wien an die Zaubermärchen des Alt-Wiener Volkstheaters an.
Bei der Erstaufführung von Der konfuse Zauberer oder Treue und Flatterhaftigkeit am 26. September 1832, die im Wanderer wenige Tage vorher noch mit dem Titel Leichtsinn und Flatterhafigkeit, oder: Der Seeräuber als Magier angekündigt worden war, spielte Johann Nestroy den Schmafu, Wenzel Scholz den Konfusius Stockfisch, Carl Carl den Comifo, Ignaz Stahl den Eigensinn, Elise Zöllner die Flatterhaftigkeit und Eleonore Condorussi die Nymphe. Als nach der dritten Aufführung Scholz krank wurde, übernahm Carl Carl dessen Rolle, die seinem Wunsch gemäß in Staberl, ein Parapluimacher, jetzt Seeräuber umbenannt wurde. Carl reihte sie damit ein in die vielen Staberl-Rollen, die er auch in eigenen Theaterstücken erfolgreich gespielt hatte. Nach der siebten Aufführung – inzwischen unter dem Titel Treue und Flatterhaftigkeit oder Staberl als konfuser Zauberer – berichtete Adolf Bäuerles Wiener Theaterzeitung von Carls großem Erfolg:
Herr Carl bewies bei dieser Gelegenheit ebensoviel Talent als Rücksicht auf das Publikum. Er stattete seine Rolle so reich mit Witz und Laune aus und spielte sie mit der ihm eigenen Gewandtheit, so wirksam, daß hiedurch das Ganze viel Leben gewann.
Otto Rommel reiht dieses Stück in der Kategorie jener Besserungs- und Zauberstücke ein, „in denen Menschen auf irgendeine Weise in ein komisch-parodistisch behandeltes Geisterreich versetzt werden und da, umgeben von zauberischen Gewalten, die abenteuerlichsten Schicksale erleben'“. Dazu zählt er auch Genius, Schuster und Marqueur oder Die Pyramieden der Verzauberung.
Im Duett zwischen Konfusius/Staberl (Carl) und der Flatterhaftigkeit (Dem.  Zöllner) in der 16. Szene des 3. Aktes werden im Text und in musikalischen Anklängen die Walzerkomponisten Joseph Lanner, Johann Strauss Vater und Franz Morelly zitiert.
Eine vollständige Originalhandschrift des Werkes hat sich nicht erhalten, doch es gibt drei dazugehörige Handschriften, die in der Wienbibliothek im Rathaus aufbewahrt werden.
Zum Ersten ist das ein Fragment eines Original-Manuskriptes aus dem Nachlass Nestroys ohne Orts- und Datumsangabe. Es handelt sich dabei um eine Fassung mit zwei Aufzügen und dem Titel Treue und Flatterhaftigkeit oder Der Seeräuber und der Magier. Zum Zweiten ist das ein undatierter Souffliertext aus dem Teilnachlass von Fritz Brukner unter dem Titel Der Seeräuber und Zauberer. Zum Dritten verwahrt die Wienbibliothek das Originalmanuskript von Adolf Müllers Partitur mit der Titelüberschrift Der confuse Zauberer, oder: Treue und Flatterhaftigkeit aus dem Jahr 1832.
Karl Kraus (* 1874; † 1936) nahm eine Bearbeitung des bis dahin vernachlässigten Stückes vor, die er am 13. Januar 1925 im Kleinen Musikvereinssaal in einer Vorlesung erstmals öffentlich vorstellte. Er hatte 10 Dialogseiten aus dem kurz vorher veröffentlichten, aber nie gespielten Vorgängerstück Der Tod am Hochzeitstage oder Mann, Frau und Kind mit geringfügigen, stilgetreuen Überleitungen in seine Bearbeitung integriert und das Stück in vier statt in drei Akte eingeteilt. Den in seinen Augen unverständigen Kritikern aus Nestroys Zeit trat er vehement entgegen: „Seitdem ich Nestroy kenne, ist mir dieses Zauberstück als eines der in ihrer Leichtigkeit und Luftigkeit gewichtigsten erschienen, um der Fülle der Beweise willen, wie da die Charakterzeichnung alles vom Wort empfängt, um ihm nichts schuldig zu bleiben, und jeder Satz förmlich die Kugel ist, die durch die Figur in die Welt schlägt, ungeachtet dessen, was die erhabene Mittelmäßigkeit des Verstandes gegen alles Beiläufige, gegen jene gewollte oder ungewollte Unwahrscheinlichkeit der vom Witz geführten und irgendeinmal verlassenen Handlung einwenden mag, die doch schließlich die Unglaubhaftigkeit der Theaterwelt geziemend bestätigt.“

## Zeitgenössische Rezeption
Die Zeitung Der Wanderer berichtete am 28. September 1832 über die Erstaufführung, wobei die Darsteller, die Ausstattung und die Gesangseinlagen gerühmt wurden. Der Inhalt des Stückes dagegen wurde abgewertet.
Ungeachtet aller […] Neuheit schien das Ganze schon ziemlich abgenützt und verbraucht; Der Verfasser hatte einige gute Witze gemacht, aber sie kommen sehr dünne zum Vorschein; das Beste ist ein Lied und ein Quodlibet, dann der Umstand, daß Hr. S c h o l z und Hr. C a r l darin beschäftiget sind […] Das Stück war artig ausgestattet und man kann nicht sagen, daß es mißfallen habe […]
Adolf Bäuerles Wiener Theaterzeitung berichtete am 29. September 1832 wohlwollender.
Das neue Stück des Hrn. N e s t r o y […] hat in vielen Szenen die Lachlust des Publikums angeregt und besonders haben die Lieder im zweyten und dritten Akt, ein Quolibet […], ein Couplet […] und ein Duett […], das nach Melodien von Strauß und Lanner mit Tanz begleitet wurde,  sehr gefallen. Alle diese Gesänge mußten wiederholt werden. Wer recht gern lacht, soll dieses Stück nicht verschmähen. Auch gibt es den Schaulustigen viel Augenweide. Hr. N e s t r o y wurde am Schlusse gerufen.
Auch weitere Aufführungen wurden in der Wiener Theaterzeitung positiv beurteilt.
In der Wiener Zeitschrift für Kunst, Literatur, Theater und Mode vom 6. Oktober 1832 dagegen wurde Nestroy der „Dichtergeist“ abgesprochen. Sein Witz wurde als derber Spaß empfunden.
Es fehlt Hrn. N e s t r o y nicht an einer gewissen Gattung von Witz, aber wohl am Dichtergeist. Er wird uns die Erklärung dieses Satzes erlassen. Von der Art und Weise, wie die Allegorie für das Theater benutzt werden dürfe, hat er, wie es scheint, keinen deutlichen Begriff. […] Daß auch dieses Stück seine Liebhaber fand – darf nicht befremden, solang es Theaterfreunde gibt, die keinen anderen Spaß so gerne aufsuchen wie diesen derben.
Obwohl der Rezensent in der Wiener Theaterzeitung vom 1. Oktober 1832 meinte, das Stück „dürfte sich auf dem Repertoire erhalten und Kassa machen“, blieb es im Theater an der Wien bei wenigen Aufführungen. Nach zwei Aufführungen in Brünn im Januar 1834 verschwand das Stück von den Bühnen. Erst Karl Kraus erweckte es 1925 zu neuem Leben.

## Text-Hörbuch
- Johann Nestroy: Der konfuse Zauberer oder Treue und Flatterhaftigkeit. Preiser Records, Wien 1983, Mediennr.: 0784624 (mit Helmut Qualtinger).